# Virgílio Pereira
Virgílio Higino Gonçalves Pereira (Funchal, 11 de janeiro de 1941 – Funchal, 24 de julho de 2021) foi um professor e político português. Foi deputado à Assembleia da República, foi o primeiro madeirense a ter assento no Parlamento Europeu e presidente da Câmara Municipal do Funchal.

## Biografia
Ingressou na universidade em 1960 no curso de engenheiro geógrafo da Faculdade de Ciências da Universidade de Lisboa. Foi professor na Escola Preparatória Gonçalves Zarco, de 1968 a 1974, e na Escola Industrial e Comercial do Funchal, de 1969 a 1974. Na primeira, lecionou as disciplinas de Matemática e de Ciências da Natureza e, na segunda, Matemática.

### Família e casamento
Casado desde 19 de março de 1969 com Maria Filomena Marques Camacho Pereira, filha do Comandante Vaz Camacho dos Bombeiros Voluntários Madeirenses (BVM), Virgílio Pereira foi pai de três filhos, entre os quais Bruno Pereira (político). O seu sogro convidou-o a integrar a Direção dos BVM, da qual foi presidente durante vários mandatos, tendo sido também o primeiro presidente da Federação dos Bombeiros da RAM.   
Morreu a 24 de julho de 2021, no Hospital Dr. Nélio Mendonça, no Funchal.

### Política

#### Política regional enacional
Após a Revolução dos Cravos, foi nomeado presidente da Comissão Administrativa da Câmara Municipal do Funchal, cargo que exerceu de 3 de outubro de 1974 a 7 de janeiro de 1977, mantendo-se, contudo, com as mesmas funções posteriormente, mas como presidente da Câmara Municipal. 
Nas primeiras eleições autárquicas após a revolução, em 1976, concorreu como cabeça-de-lista do Partido Social Democrata (PPD/PSD) à Câmara Municipal do Funchal (CMF), sem se filiar no partido. O PPD/PSD ganhou e Virgílio Pereira tomou posse como presidente da Câmara a 7 de janeiro de 1977, ficando no cargo até 3 de janeiro de 1983. Voltaria a ser presidente da CMF de 7 de janeiro de 1994 a 30 de setembro de 1994, demitindo-se por desentendimento com o Governo Regional.
Foi vogal da Junta de Planeamento da Madeira, em 1975, presidente da Junta Autónoma dos Portos do Arquipélago da Madeira, de 1975 a 1978 e presidente do Instituto do Bordado e Tapeçaria da Madeira (IBTAM).  Foi deputado à Assembleia da República, de 1983 até 1986. Foi ainda vice-presidente da Comissão Política Regional do PSD/Madeira, de 1991 a 2004.

#### Parlamento Europeu
Enquanto deputado ao Parlamento Europeu, de 1986 até 1994, integrou as seguintes comissões: 
•  Membro Efetivo - Vice-presidente da Comissão do Meio Ambiente, Saúde Pública e da Defesa do Consumidor. 
•  Membro Efetivo e Coordenador - Grupo Liberal, Democrático e Reformista da Comissão de Petições. 
•  Membro Suplente da Comissão de Transportes. 
•  Membro Efetivo e Vice-presidente da Comissão Política Regional e de Ordenamento Territorial. 
•  Membro Efetivo da Delegação Interparlamentar para as Relações do Parlamento Europeu, com os países da América do Sul. 
•  Membro Efetivo da Delegação Interparlamentar para as Relações do Parlamento Europeu com Malta. 
•  Membro do Intergrupo das Regiões Periféricas e Insulares da C.E.E.. 

## Obras
- Alguns Olhares, Funchal, 2007[8]
- Retalhos de Uma Vida, Funchal, 2019